# Pogromos de Leópolis (1941)
Los Pogromos de Leópolis fueron consecutivas series de linchamientos y masacres de judíos en junio y julio de 1941 en la ciudad de Leópolis, en el entonces oriente de Polonia (actualmente en el occidente de Ucrania).
Las masacres fueron perpetradas —del 30 de junio al 2 de julio, y del 25 al 29 de julio, durante la invasión alemana de la Unión Soviética— por nacionalistas ucranianos (específicamente, la Organización de Nacionalistas Ucranianos - ONU), las Einsatzgruppen (escuadrones de la muerte alemanes) y población urbana. Miles de judíos fueron asesinados tanto en los pogromos como en los asesinatos de los Einsatzgruppen.
Los nacionalistas ucranianos atacaron a los judíos en el primer pogromo con el pretexto de su supuesta responsabilidad en la masacre de prisioneros de la NKVD en Leópolis, que dejó miles de cadáveres en tres prisiones de la ciudad. Las masacres posteriores fueron dirigidas por los alemanes en el contexto del Holocausto en Europa oriental. Los pogromos fueron ignorados u ocultados de la memoria histórica de Ucrania, comenzando con las acciones de OUN para purgar o encubrir su propio historial de violencia antijudía.

## Contexto
Leópolis (en polaco: Lwów, en ucraniano: Lviv) era una ciudad multicultural poco antes de la Segunda Guerra Mundial, con una población de 312.231. Los 157.490 polacos étnicos de la ciudad constituían poco más del 50 por ciento, con un 32% de judíos (99.595) y un 16% de ucranios (49.747). El 28 de septiembre de 1939, después de la invasión conjunta soviético-alemana, la URSS y la Alemania nazi firmaron el Tratado Fronterizo Germano-Soviético, que asignó alrededor de 200.000 km² de territorio polaco habitado por 13,5 millones de personas de todas las nacionalidades a la Unión Soviética. Posteriormente, Leópolis fue anexionada a la Unión Soviética, conjuntamente con las tierras orientales de la Segunda República Polaca
Según los registros de la Policía Secreta Soviética (NKVD), cerca de 9000 prisioneros fueron asesinados en la República Socialista Soviética de Ucrania durante las masacres de prisioneros de la NKVD, después de que la invasión alemana de la Unión Soviética comenzara el 22 de junio de 1941. Debido a la confusión durante la rápida retirada soviética y los registros incompletos, el número de NKVD es probablemente un recuento insuficiente. Según estimaciones de historiadores contemporáneos, el número de víctimas en el oeste de Ucrania probablemente fue de entre 10.000 y 40.000. Por etnia, los ucranianos constituían aproximadamente el  70% de las víctimas, y los polacos el 20%.
Antes de la invasión alemana de la Unión Soviética, los nacionalistas ucranianos, específicamente la Organización de Nacionalistas Ucranianos (OUN), habían estado cooperando con los alemanes durante algún tiempo. La facción OUN de Leópolis estaba bajo el control de Stepan Bandera. Uno de sus lugartenientes fue Yaroslav Stetsko, un virulento antisemita. En 1939, publicó un artículo en el que afirmaba que los judíos eran "nómadas y parásitos", una nación de "estafadores" y "egoístas" cuyo objetivo era "corromper la cultura heroica de las naciones guerreras". Stetsko también criticó la supuesta conspiración entre capitalistas judíos y Żydokomuna ("Judeo-Communismo").

## Pogromos y asesinatos en masa

### Primer pogromo

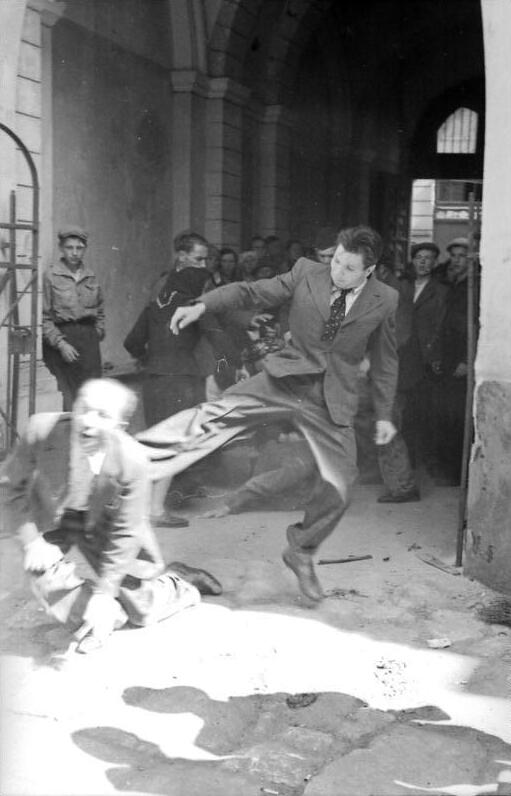
Los ucranianos locales abusan de un judío, probablemente durante el pogromo de julio de 1941. La foto fue tomada por las Tropas de Propaganda de la Wehrmacht.

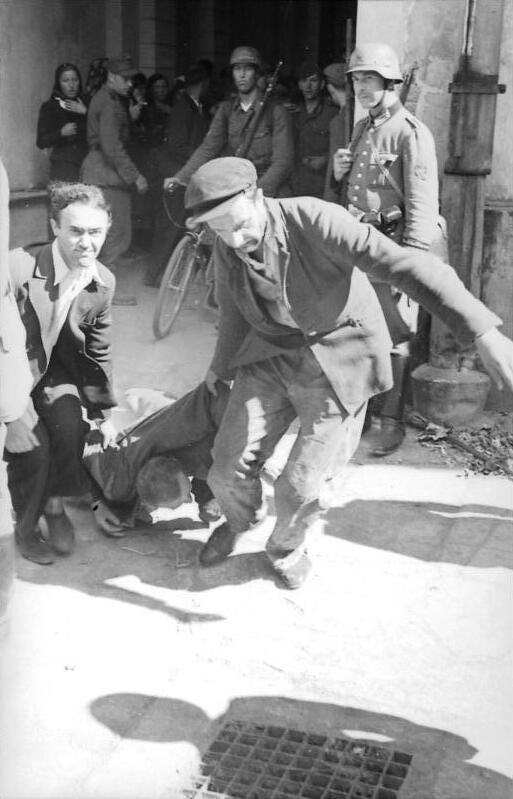
Los ucranianos locales abusan de un judío, probablemente durante el pogromo de julio de 1941. La foto fue tomada por las Tropas de Propaganda de la Wehrmacht.

En el momento del ataque alemán a la Unión Soviética, vivían en la ciudad unos 160.000 judíos; el número había aumentado en decenas de miles debido a la llegada de refugiados judíos de la Polonia ocupada por los alemanes a fines de 1939. Los preparativos de la OUN para la invasión alemana anticipada de mayo de 1941 incluyeron instrucciones planificadas de limpieza étnica para sus unidades de milicias; las instrucciones especificaban que "rusos, polacos, judíos" eran hostiles a la nación ucraniana y debían ser "destruidos en batalla". Volantes distribuidos por la OUN en los primeros días de la invasión alemana instruían a la población: "No tire sus armas todavía. Tómalos. Destruye al enemigo... Moscú, los húngaros, los judíos—estos son vuestros enemigos. Destrúyelos".
Leópolis fue ocupada por la Wehrmacht en las primeras horas del 30 de junio de 1941; Las fuerzas alemanas estaban formadas por la 1.ª División de Montaña y el Batallón Nachtigall subordinado a la Abwehr, integrado por ucranianos étnicos. Ese día, los alemanes presionaron a los judíos para que retiraran los cuerpos de las víctimas de la NKVD de las prisiones y realizaran otras tareas, como remoción de los daños causados por las bombas y limpiar los edificios.
Los judíos fueron abusados por los alemanes e incluso asesinados, según los sobrevivientes. Durante la tarde del mismo día, el ejército alemán informó que la población de Leópolis estaba descargando su ira por los asesinatos en prisión "sobre los judíos... que siempre habían colaborado con los bolcheviques".
Durante la mañana del 30 de junio, se estaba formando en la ciudad una Milicia Popular Ucraniana ad hoc. Incluía a activistas de la OUN que se habían trasladado desde Cracovia con los alemanes, miembros de la OUN que vivían en Leópolis y expolicías soviéticos, que habían decidido cambiar de bando o que eran miembros de la OUN que se habían infiltrado en la policía soviética. 
La OUN fomentó la violencia contra los judíos, que comenzó en la tarde del 30 de junio, con la participación activa de las milicias ucranianas, que podían identificarse con brazaletes con los colores nacionales: amarillo y azul. Los ex policías soviéticos vestían sus uniformes soviéticos azules, pero con un tridente ucraniano en lugar de una estrella roja en sus sombreros.
Durante la noche del 30 de junio, los nacionalistas ucranianos proclamaron un estado ucraniano independiente. Firmada por Stetsko, la promulgación ("Acta de proclamación del estado ucraniano") declaraba la afinidad y futura colaboración de OUN con la Alemania nazi que, según OUN, estaba "ayudando al pueblo ucraniano a liberarse de la ocupación moscovita". Al mismo tiempo, la noticia sobre el descubrimiento de miles de cadáveres en tres prisiones de la ciudad después de las masacres de la NKVD se estaba extendiendo por toda la ciudad.
Un pogromo en toda regla comenzó al día siguiente, 1 de julio. Los judíos fueron expulsados de sus apartamentos, obligados a limpiar las calles de rodillas, o se les hacían rituales que los identificaban con el comunismo. Los residentes gentiles se reunieron en las calles para observar. Las mujeres judías fueron escogidas para la humillación: fueron desnudadas, golpeadas y abusadas. En una de esas ocasiones, las Tropas de Propaganda de la Wehrmacht filmó la escena. También se denunciaron violaciones. Los judíos continuaron siendo llevados a las tres prisiones, primero para exhumar los cuerpos y luego para ser asesinados. Al menos dos miembros de la OUN-B, Ivan Kovalyshyn y Mykhaylo Pecharsʹkyy, han sido identificados por el historiador John Paul Himka a partir de fotografías del pogrom.
Aunque la OUN no consideraba a los judíos como sus principales enemigos (este papel estaba reservado para polacos y rusos), probablemente atacaron a los judíos de Leópolis en un intento de ganarse el favor de los alemanes, con la esperanza de que se les permitiera establecer un Estado títere ucraniano. El antisemitismo de los líderes de OUN, especialmente de Stetsko, también fue un factor contribuyente.

### Asesinatos de Einsatzgruppen
Las subunidades del Einsatzgruppe C llegaron el 2 de julio, momento en el que la violencia se intensificó aún más. Más judíos fueron llevados a las prisiones donde fueron fusilados y enterrados en pozos recién excavados. Fue también en este punto que la milicia ucraniana fue subordinada a las SS. Además de la participación en el pogromo, el Einsatzgruppe C llevó a cabo una serie de operaciones de asesinatos en masa que continuaron durante los días siguientes. A diferencia de las "acciones carcelarias", estas matanzas estuvieron marcadas por la ausencia de participación de la multitud. Con la ayuda de la milicia ucraniana, los judíos fueron conducidos a un estadio, desde donde fueron llevados en camiones al lugar de las ejecuciones .
La milicia ucraniana recibió asistencia de las estructuras organizativas de la OUN, nacionalistas étnicos no organizados, así como de multitudes ordinarias y jóvenes menores de edad. El personal militar alemán frecuentemente estaba en la escena, como espectadores y como perpetradores, aparentemente aprobando la violencia y humillación antijudía. Durante la tarde del 2 de julio, los alemanes detuvieron los disturbios, confirmando que, en última instancia, la situación estaba bajo su control desde el principio.

### "Días de Petliura"
Un segundo pogrom tuvo lugar en los últimos días de julio de 1941 y se denominó "Días de Petliura" (Aktion Petliura) en honor al líder ucraniano asesinado Symon Petliura. Los asesinatos fueron organizados con el estímulo alemán, mientras que los militantes ucranianos de fuera de la ciudad se unieron a la refriega con herramientas agrícolas. En la mañana del 25 de julio, los militantes comenzaron a reunirse en las comisarías de la ciudad. Acompañados por la policía auxiliar ucraniana, atacaban a los judíos en las calles con garrotes, hachas y cuchillos. Por la tarde comenzaron los arrestos y saqueos. Consultando listas preparadas, los policías arrestaron a los judíos en sus casas, mientras los civiles participaban en actos de violencia callejera contra los judíos. Muchos fueron asesinados fuera de vista. Según Yad Vashem, unas 2.000 personas fueron asesinadas en aproximadamente tres días.

## Número de víctimas
Las estimaciones del número total de víctimas varían. Un relato posterior, el consejo judío de gobierno de Leópolis estimó que 2000 judíos desaparecieron o fueron asesinados en los primeros días de julio. Un informe de seguridad alemán del 16 de julio indicó que 7.000 judíos fueron "capturados y fusilados". El primero es posiblemente un recuento insuficiente, mientras que los números alemanes probablemente sean exagerados, para impresionar a los mandos superiores.
Según la Encyclopedia of Camps and Ghettos, 1933-1945, el primer pogromo resultó con entre 2000 a 5000 víctimas judías. Entre 2.500 a 3.000 judíos adicionales fueron fusilados en los asesinatos de los Einsatzgruppen que le siguieron inmediatamente. Durante la masacre de los llamados "Días de Petliura" de finales de julio, más de 1.000 judíos fueron asesinados. Según el historiador Peter Longerich, el primer pogromo se cobró al menos 4.000 vidas. Fue seguido por los 2.500 a 3.000 arrestos y ejecuciones adicionales en asesinatos posteriores de los Einsatzgruppen, con los "Días de Petliura" que  causaron más de 2.000 víctimas.
El historiador Dieter Pohl estima que 4000 judíos de Leópolis fueron asesinados en los pogromos entre el 1 y el 25 de julio. Según el historiador Richard Breitman, 5.000 judíos murieron como resultado de los pogromos. Además, unos 3.000, en su mayoría judíos, fueron ejecutados en el estadio municipal por los alemanes.

## Secuelas
La propaganda alemana difundió que todas las víctimas de los asesinatos de la NKVD en Leópolis como ucranianos, aunque alrededor de un tercio de los nombres en las listas de prisioneros soviéticos eran claramente polacos o judíos. Durante los siguientes dos años, tanto la prensa alemana como la ucraniana pro-nazi, —incluidos Ukrains'ki shchodenni visti y Krakivs'ki visti—, describieron horribles actos de tortura "chekista" (Policía secreta soviética), reales o imaginarios. Los noticieros de propaganda alemanes implicaron a los judíos soviéticos en el asesinato de ucranianos y se transmitieron en toda la Europa ocupada.
Al declarar el estado ucraniano, la dirección de la OUN esperaba que las autoridades nazis aceptaran una Ucrania fascista como estado títere. Estas esperanzas habían sido alimentadas por el círculo en torno a Alfred Rosenberg, quien posteriormente fue designado jefe del Ministerio del Reich para los Territorios Orientales Ocupados y dentro de la Abwehr . Hitler, sin embargo, se opuso rotundamente a la condición de Estado ucraniano, habiendo puesto su mirada en la explotación económica despiadada de los territorios coloniales recién adquiridos. 
Bandera fue arrestado el 5 de julio y puesto bajo arresto domiciliario en Berlín. El 15 de septiembre fue arrestado nuevamente y pasó los siguientes tres años como un prisionero político privilegiado en Alemania. Fue liberado en octubre de 1944 para reanudar su cooperación con los alemanes.
El Batallón Nachtigall, compuesto de voluntarios ucranianos, no estuvo directamente implicado en el pogromo de Leópolis como formación organizada. Los sobrevivientes observaron a ucranianos con uniformes de la Wehrmacht participando en los pogromos, pero no está claro qué papel desempeñó el batallón. Los hablantes de ucraniano pueden haber sido traductores adscritos a otras unidades. Sin embargo, los registros muestran que el Batallón Nachtigall participó posteriormente en los fusilamientos masivos de judíos cerca de Vínnytsia en julio de 1941.
El gueto de Leópolis se estableció en noviembre de 1941 por orden de Fritz Katzmann, el comandante de las SS y la policía (SSPF) de la ciudad. En su apogeo, el gueto albergaba a unos 120.000 judíos, la mayoría de los cuales fueron deportados al campo de exterminio de Belzec o asesinados localmente durante los dos años siguientes. Después de los pogromos de 1941 y las matanzas de Einsatzgruppe, las duras condiciones en el gueto y las deportaciones a Belzec y al campo de concentración de Janowska dieron como resultado la aniquilación casi total de la población judía. Cuando las fuerzas soviéticas llegaron a Leópolis el 21 de julio de 1944, menos del 1 por ciento de los judíos de la ciudad habían sobrevivido a la ocupación.
Durante décadas posteriores a la guerra, los pogromos en el oeste de Ucrania recibieron una atención académica limitada y se discutieron principalmente en el contexto de la serie de fotografías tomadas durante el pogromo de Leópolis. Las fotografías han sido descritas de diversas formas por los historiadores como "infames", "horrorosas", y "casi icónicas". Algunas de las imágenes y fotografías del primer pogromo se interpretaron erróneamente como que mostraban a la NKVD como victimarios. De hecho, estas imágenes mostraban víctimas judías asesinadas después de haber exhumado los cuerpos. Pueden ser identificados por las camisas blancas y los tirantes, que habrían estado prohibidos en las prisiones, junto con las posiciones del cuerpo al azar. Por el contrario, las víctimas de la NKVD estaban dispuestas ordenadamente en filas y vestían ropas de color gris opaco.

## Manipulación de la memoria histórica
La negación de OUN de su papel en el Holocausto comenzó en 1943 después de que se hizo evidente que Alemania perdería la guerra. En octubre de 1943, la OUN emitió instrucciones para la preparación de materiales que sugirieran que los alemanes y los polacos eran responsables de la violencia contra los judíos. Además, OUN quería difundir la desinformación de que el consejo judío de Leópolis culpaba a los ucranianos de los pogromos solo porque estaba bajo presión de los alemanes para hacerlo. El tono de los folletos y proclamas de la OUN también cambió, omitiendo las referencias antisemitas explícitas que contenían anteriormente.
El encubrimiento continuó después de la guerra, con la propaganda de OUN describiendo su legado como una "heroica resistencia ucraniana contra los nazis y los comunistas". Esto estuvo acompañado por una avalancha de memorias de veteranos de la OUN, el Ejército Insurgente de Ucrania (UPA, que pasó a estar dominado por miembros de la OUN) y la División de las SS de Galitzia. OUN escondió sus archivos, limitando el acceso a la información, reinterpretando y reescribiendo, fechando y censurando sus documentos antes de entregarlos a los académicos. OUN también desarrolló lazos con la diáspora ucraniana a través del Atlántico, incluidos académicos de ascendencia ucraniana, como el veterano e historiador de OUN Taras Hunczak y el veterano e historiador de UPA Lev Shankovsky. Estos académicos, a su vez, produjeron relatos que simpatizaban con OUN. Después de la apertura de los archivos soviéticos en la década de 1990, fue posible comparar la versión de la historia de OUN con documentos auténticos.
Actualmente Leópolis es 90 por ciento ucraniano. En la Ucrania soviética, como en otras partes de la Unión Soviética, los judíos fueron los principales objetivos del genocidio nazi, fueron subsumidos como víctimas civiles soviéticas indiferenciadas de la guerra. En la Ucrania postsoviética, las nuevas prácticas conmemorativas se centraron principalmente en el pasado ucraniano de Leópolis, mientras que fueron ignoradas en gran medida las poblaciones judía y polaca perdidas. Algunas de estas prácticas han sido problemáticas. Por ejemplo, el sitio de la prisión de la calle Łącki, uno de los varios lugares de la "acción de la prisión" de julio de 1941, actualmente es un museo. Su exposición permanente (a partir de 2014) no menciona el pogromo. No existió ningún monumento a las víctimas judías del pogrom de esa época.
En 2008, el Servicio de Seguridad de Ucrania (SBU) liberó documentos que indicaban que el OUN podría haber estado involucrada en menor grado de lo que se pensaba originalmente. Según los eruditos John-Paul Himka, Per Anders Rudling, y Marco Carynnyk, esta colección de documentos, titulados "Para el Principio: Libro de Sucesos" (Do pochatku knyha faktiv), fue un intento de manipular y falsificar la historia ucraniana durante la Segunda Guerra Mundial.
Por ejemplo, uno de los documentos publicados fue una crónica supuestamente contemporánea de las actividades de la OUN en 1941. De hecho, del propio documento se desprendía claramente que se trataba de una producción de posguerra.  Según Himka, todo lo que este documento demostró fue que OUN quería disociarse de la violencia antijudía para ayudar en sus objetivos de establecer una relación con Occidente. 
La SBU también se basó en las "memorias" de Stella Krenzbach, quien supuestamente era una judía ucraniana que luchaba en las filas de la UPA. Las memorias y la figura de la propia Krenzbach fueron probablemente invenciones de posguerra de la diáspora nacionalista ucraniana.